# Blanche-Église
Blanche-Église é uma comuna francesa na região administrativa de Grande Leste, no departamento de Mosela. Estende-se por uma área de 6,89 km². Em 2010 a comuna tinha 114 habitantes (densidade: 16,5 hab./km²).